# (34197) Susrinivasan
2000 QD54 (asteroide 34197) é um asteroide da cintura principal. Possui uma excentricidade de 0.13173980 e uma inclinação de 7.97851º.
Este asteroide foi descoberto no dia 25 de agosto de 2000 por LINEAR em Socorro.